# 资本主义政治经济学
资本主义政治经济学以亚当·斯密的《国富论》为代表作，主要强调自由竞争，认为市场有自动调节的功能，政府不应干扰资本的运营，政府的作用只是维护自由竞争的秩序。
资本主义的政治经济学在资本主义发展的早期起到了反对封建主义专制的作用，早期的资本主义国家都是依照自由竞争的法则管理经济的。但自由竟争发展到一定时期必然导致周期性的经济危机，执行自由竟争政策最为彻底的美国发生的经济危机最严重。马克思最早指出其潜在的危害。
后期资本主义的政治经济学家也认识到其不足，凯恩斯主义的出现开始强调政府的宏观调控作用，在美国大萧条时期。罗斯福总统最早打破自由竞争的理论，在新政中大胆引入计划经济的因素，执行政府干预市场的政策，从此，所有的资本主义国家一律开始进行改革，总的改革方向都是向左转，引入社会主义政治经济学的计划经济因素。